# Brens (Tarn)
Brens ist eine französische Gemeinde mit 2418 Einwohnern (Stand: 1. Januar 2022) im Département Tarn in der Region Okzitanien. Brens gehört zum Albi und zum Kanton Gaillac. Die Bewohner werden Brensols und Brensoles genannt.

## Geographie
Brens liegt in der Région naturelle Gaillacois, etwa 50 Kilometer nordöstlich von Toulouse und etwa 1,5 Kilometer südöstlich von Gaillac am Fluss Tarn, in den hier der kleine Fluss Saudronne mündet. Umgeben wird Brens von den Nachbargemeinden Gaillac im Norden und Westen, Rivières im Nordosten, Lagrave im Osten, Cadalen im Südosten, Técou im Süden und Südosten sowie Montans im Südwesten.

## Geschichte
Die Ortschaft wurde als Bastide im Jahre 1306 von Philipp dem Schönen gegründet.

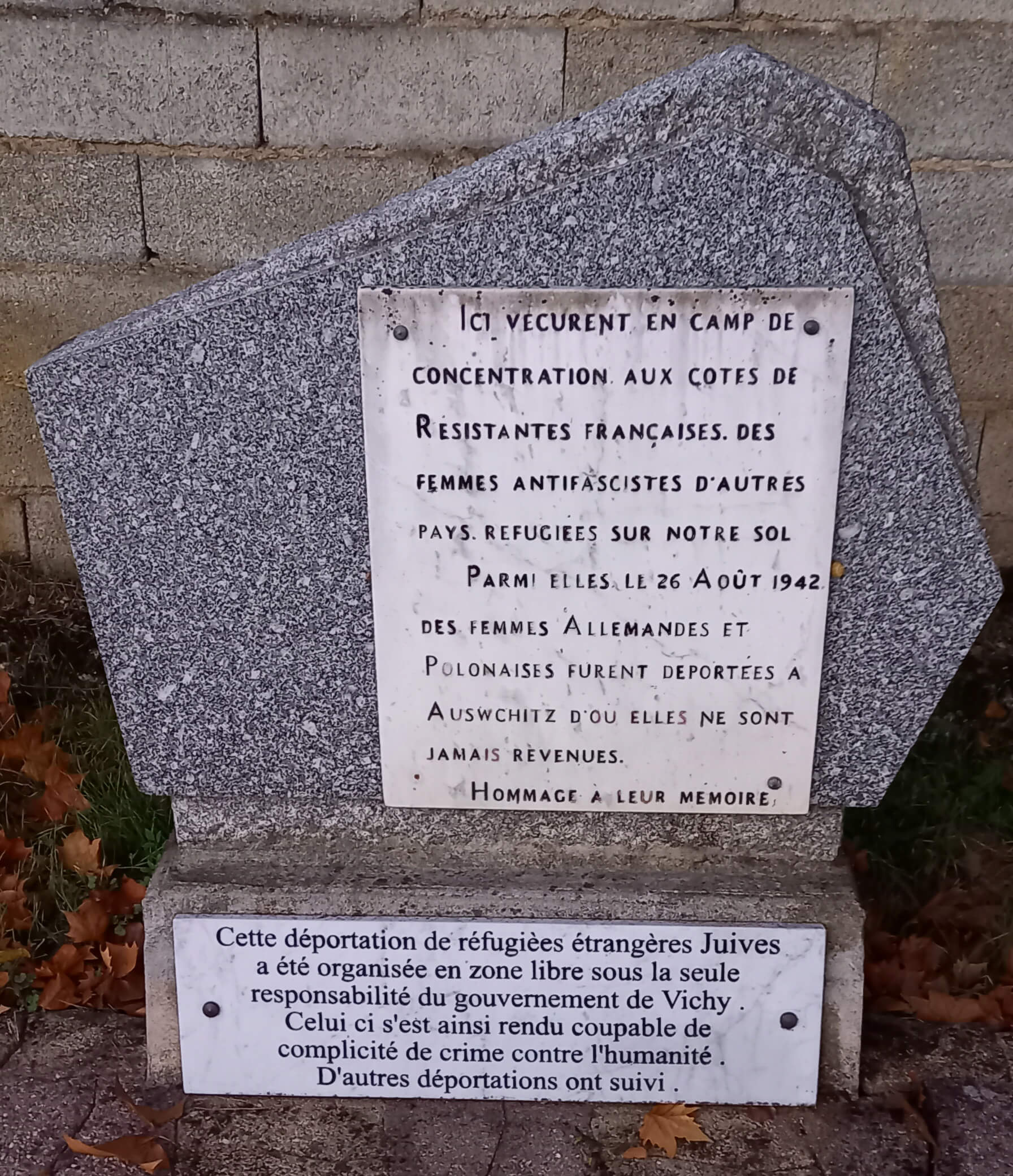
Der Gedenkstein in Brens

1939 wurde noch unter der Regierung von Édouard Daladier in Brens ein Lager für Franzosen geplant, die während des Westfeldzugs vor der heranrückenden deutschen Wehrmacht aus Nordfrankreich flüchteten. Das Lager wurde während des Drôle de guerre errichtet und war während seiner fünfjährigen Existenz Lager für vorwiegend belgische Flüchtlinge, Internierungslager für Juden und schließlich ein Internierungslager nur für Frauen.
An das Lager erinnert seit dem 14. September 1969 ein Gedenkstein. Nach zwei der dort internierten Frauen wurden in der Gemeinde Straßen benannt:
- Nach Dora Schaul die Route Dora Schaul und
- nach Angelita Bettini del Rio die Rue Angelita-Bettini-del-Rio.[1]

## Bevölkerungsentwicklung
| 1962 | 1968 | 1975 | 1982 | 1990 | 1999 | 2006 | 2018 |
| ---- | ---- | ---- | ---- | ---- | ---- | ---- | ---- |
| 1087 | 1274 | 1417 | 1394 | 1364 | 1598 | 1962 | 2313 |

## Sehenswürdigkeiten
- Schloss La Bourélie aus dem 17. Jahrhundert

## Verkehr
Die Gemeinde ist seit 2014 mit dem Label Village étape versehen.
Brens wird von der A 68 („Autoroute du Pastel“) und von den Departementsstraßen 4, 13, 87, 200, 964 (ehemals Route nationale 664) und 968 durchquert.
Die Gemeinde wird auch von regelmäßigen Linien des regionalen LIO-Bus-Netzes bedient. Linie 704 verbindet sie mit Castres und Gaillac, die Linie 710 mit Lavaur und Gaillac, die Linie 712 mit Albi und Gaillac.
Der nächste Bahnhof befindet sich in Gaillac. Er wird von der TER Occitanie bedient.